# Bernardo Boyl
Bernardo Boyl, en catalán Bernat Boïl (Zaidín, Huesca, entre 1440 y 1445 - Cuixá, entre 1507 y 1509), fue un religioso y diplomático español. Perteneció a la Orden de los Mínimos de San Francisco de Paula.

## Biografía
Recibió órdenes menores en la diócesis de Lérida. Fue secretario del arzobispo de Zaragoza Juan de Aragón, y secretario del rey Fernando II, comisario general de las galeras del almirante Bernat II de Vilamarí, sacerdote ermitaño en Montserrat, vicario general de la Orden de los Mínimos en España, compañero de Cristóbal Colón en su segundo viaje a América, primer superior de la misión apostólica de las Indias Occidentales -nombrado por el papa Alejandro VI- y abad comendatario del monasterio de San Miguel de Cuixá, donde murió. 
Mantuvo buena amistad con Pedro Zapata, arcipreste de Daroca -al que dedicó la traducción al castellano del libro De religione de Isaac de Nínive- y con Juan Ramón Folch III de Cardona, conde de Cardona y Prades. El rey Fernando lo envió a misiones diplomáticas a Francia en 1476 y 1486. Alejandro VI lo envió como nuncio secreto a los Reyes Católicos (1497).

## Misión de las Indias Occidentales
El 25 de septiembre de 1493, por orden de la reina Isabel la Católica, acompañó a Cristóbal Colón en su segundo viaje a las Indias como misionero, actuando como vicario apostólico en las Indias Occidentales, aunque el cargo no fue explicitado por el papa Alejandro VI al nombrarlo. En diciembre de 1494 regresó a España ante la dificultad que representaba el no poder entenderse con los indígenas.

## Obra
Se interesó en la obra de Ramon Llull, relacionándose con sus representantes Arnaldo Descós y Pedro Daguí. Dejó obra epistolar en latín, consistente en ocho epístolas a su amigo mallorquín Arnaldo Descós.
- Espitulae ad Arnaldum Cossum.
- Traducción al castellano de De religione seu de ordinatione animae, del abad Isaac de Nínive, Zaragoza, 1489.

## En la ficción
El personaje de Fray Bernardo Boyl, interpretado por Jorge Calvo, aparece en la tercera temporada de la serie televisiva Isabel.